# Marc Weber (Ruderer, 1997)
Marc Weber (* 5. September 1997 in Lich) ist ein deutscher Ruderer.

## Karriere
2015 gewann er zusammen mit Anton Finger, Ernst-Albrecht Boy und Jacob Raillon die Silbermedaille im Doppelvierer bei den Junioren-Weltmeisterschaften hinter dem Boot aus Großbritannien. Nachdem er sich 2016 nicht für die Nationalmannschaft qualifizieren konnte, gewann er 2017 die internen Ausscheidungen und ging im Einer bei der U23-Weltmeisterschaft an den Start. Diese liefen für ihn überhaupt nicht nach Plan. Erst verpasste er als vierter im Halbfinale knapp das A-Finale und anschließend musste er krankheitsbedingt abmelden. Deshalb wurde er als letzter des B-Finales gewertet und damit auf dem 12. Platz. Im Jahr darauf lief es für ihn deutlich besser bei den U23-Weltmeisterschaft 2018 in Posen. Dieses Mal konnte er sich nicht nur für das A-Finale qualifizieren, sondern gewann im Finale hinter Trevor Jones sogar die Silbermedaille im Einer. 2019 konnte er sich noch einmal steigern und gewann vor Stefanos Douskos die Goldmedaille im Einer bei den U23-Weltmeisterschaften.
Aufgrund seines Sieges bei der U23-Weltmeisterschaft wurde er vom Deutschen Ruderverband an den Bundesstützpunkt Hamburg/Ratzeburg berufen. Er rückte damit in den Kreis der Sportler auf, die um die Plätze im Männer Skull Bereich für die Olympischen Sommerspiele 2020 kämpften. Nachdem im Jahr 2020 die Wettkampfsaison größtenteils abgesagt wurde, wurden mehrere interne Ausscheidungsrennen um die Plätze im Doppelzweier ausgetragen. Am Ende wurde Marc Weber zusammen mit Stephan Krüger im Doppelzweier für die Europameisterschaften im Oktober nominiert. Bei den Europameisterschaften waren die beiden im Halbfinale knapp 1,5 Sekunden zu langsam um sich für das A-Finale zu qualifizieren, konnten dann aber das B-Finale gewinnen und so den Wettbewerb auf dem siebten Platz beenden. Bei den Olympischen Spielen in Tokio belegten Krüger und Weber den elften Platz. Drei Jahre später bei den Olympischen Spielen in Paris wurden Jonas Gelsen und Weber Neunte. 2025 gewann er zwei deutsche Meistertitel. Im April siegte er im Einer bei den Kleinbootmeisterschaften und im Juli zusammen mit Joachim Agne im Doppelzweier.

## Internationale Erfolge
- 2015: Silbermedaille Junioren-Weltmeisterschaften im Doppelvierer
- 2017: 12. Platz U23-Weltmeisterschaften im Einer
- 2018: Silbermedaille U23-Weltmeisterschaften im Einer
- 2019: Goldmedaille U23-Weltmeisterschaften im Einer
- 2020: 7. Platz Europameisterschaften im Doppelzweier
- 2021: 11. Platz Olympische Spiele 2020 im Doppelzweier
- 2022: Bronzemedaille Worldcup in Luzern im Einer
- 2023: 8. Platz Weltmeisterschaften im Doppelzweier
- 2024: Bronzemedaille Europameisterschaften Doppelzweier
- 2024: Silbermedaille Worldcup in Poznań im Doppelzweier
- 2024: 9. Platz Olympische Spiele Doppelzweier

## Berufsweg
Marc Weber studiert Psychologie an der Justus-Liebig-Universität Gießen.